# Medalla del 50.º Aniversario de las Fuerzas Armadas de la URSS

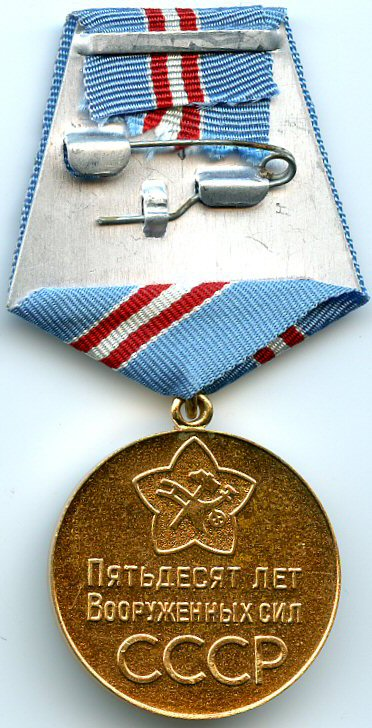
Reverso de la Medalla del 50º aniversario de las Fuerzas Armadas de la URSS

La Medalla del 50.º Aniversario de las Fuerzas Armadas de la URSS (en ruso: Юбилейная медаль «50 лет Вооружённых Сил СССР») es una medalla conmemorativa militar estatal de la Unión Soviética, fue establecida por decreto del Presídium del Sóviet Supremo de la Unión Soviética del 26 de diciembre de 1967, para conmemorar el quincuagésimo aniversario de la creación de las Fuerzas Armadas Soviéticas. Su estatuto fue modificado en tres ocasiones, mediante sendos decretos del Presídium del Sóviet Supremo de la URSS del 22 de febrero de 1968, del 19 de diciembre de 1969, y de 18 de julio de 1980.

## Reglamento
La Medalla del 50.º Aniversario de las Fuerzas Armadas de la URSS se otorga a:    
- Mariscales, generales, almirantes, oficiales, así como capataces, sargentos, soldados y marineros del servicio a largo plazo, que para el 23 de febrero de 1968 estaban en el personal del Ejército Soviético, la Armada, las tropas del Ministerio de Orden Público de la URSS, tropas y órganos de la KGB dependientes del Consejo de Ministros de la URSS;[1]
- Estudiantes y cadetes de las instituciones educativas militares del Ejército soviético, la Armada, las tropas del Ministerio de Orden Público de la URSS, las tropas y los cuerpos de la KGB dependientes del Consejo de Ministros de la URSS;
- Mariscales, generales, almirantes, oficiales y reclutas en la reserva o jubilados y con una antigüedad en el ejército soviético, la marina, las tropas del Ministerio de Orden Público de la URSS, tropas y cuerpos de la KGB dependientes del Consejo de Ministros de la URSS, de 20 años o más;[1]
- Héroes de la Unión Soviética y personas galardonadas con las Orden de la Gloria, en sus tres grados.

El Decreto del Presídium del Sóviet Supremo de la Unión Soviética del 22 de febrero de 1968 agregó como destinatarios: exmiembros de la Guardia Roja, soldados que participaron en los combates para proteger la patria soviética en las Fuerzas Armadas Soviéticas, partisanos de la Guerra Civil y de la Gran Guerra Patria, así como todas aquellas personas que durante su periodo de servicio militar activo recibieron las siguientes medallas de la URSSː
- Medalla al Valor
- Medalla de Ushakov
- Medalla por el Servicio de Combate
- Medalla al Servicio Distinguido en la Protección de las Fronteras del Estado
- Medalla de Najímov
- Medalla de los Trabajadores Distinguidos
- Medalla de la Distinción Laboral.

La medalla era otorgada en nombre del Presídium del Sóviet Supremo de la URSS por comandantes de unidades, agencias e instituciones militares. Los militares retirados del servicio recibían su medalla, de comisarías militares republicanas, territoriales, regionales, distritales, y municipales.
La Medalla del 50.º Aniversario de las Fuerzas Armadas de la URSS se lleva en el lado izquierdo del pecho y, si hay otras órdenes y medallas de la URSS, se coloca después de la Medalla del 40.º Aniversario de las Fuerzas Armadas de la URSS Si se usa en presencia de órdenes o medallas de la Federación de Rusia, estas últimas tienen prioridad.

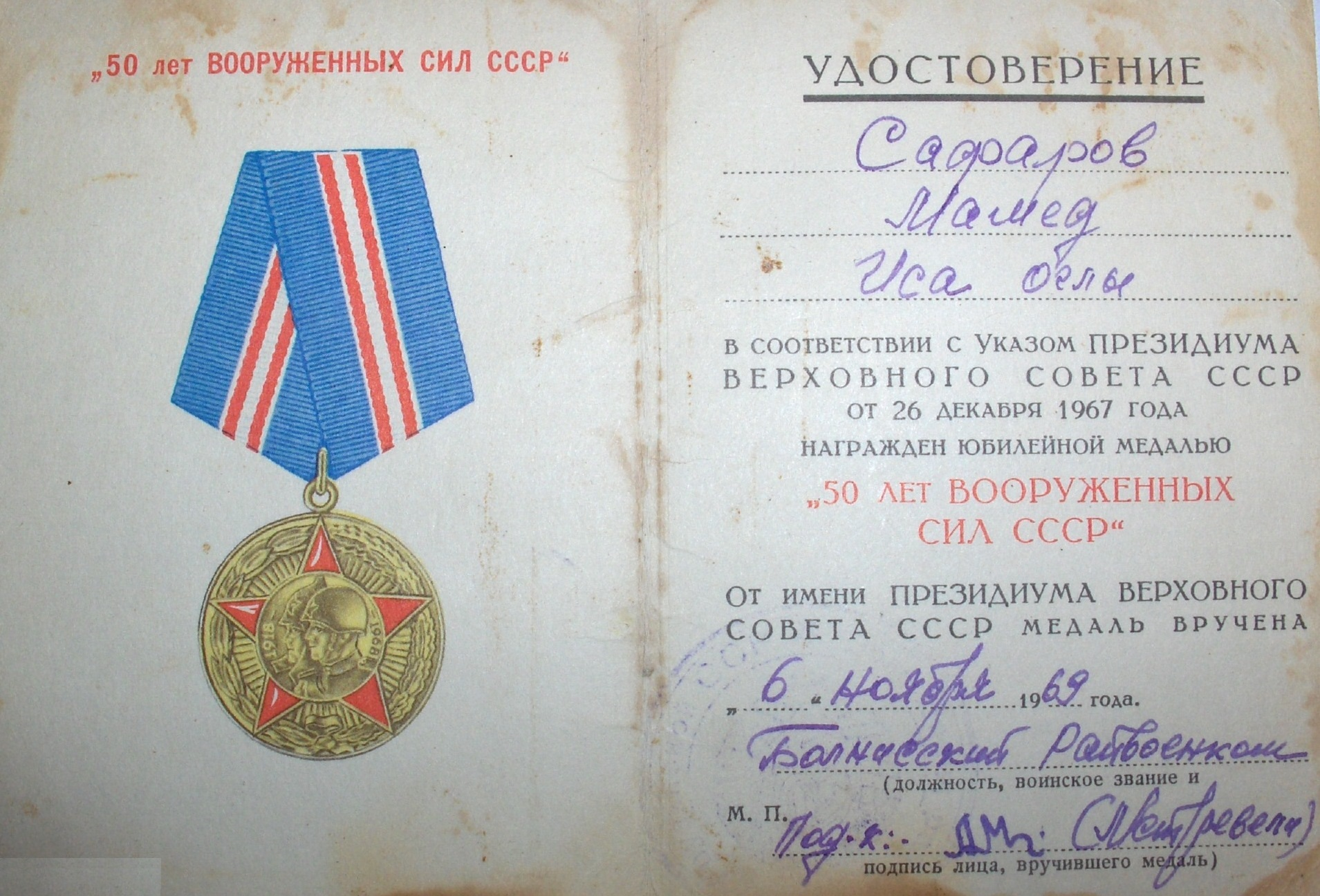
Certificado de concesión de la medalla

Cada medalla venía con un certificado de premio, este certificado se presentaba en forma de un pequeño folleto de cartón de 8 cm por 11 cm con el nombre del premio, los datos del destinatario y un sello oficial y una firma en el interior.
Al 1 de enero de 1995, aproximadamente 9.527.270 personas habían recibido la Medalla del 50.º Aniversario de las Fuerzas Armadas de la URSS.

## Descripción
La medalla está hecha de latón dorado y tiene la forma de un círculo regular con un diámetro de 32 mm con un borde elevado.
En el anverso de la medalla, hay una estrella de esmalte rojo de cinco puntas. La estrella está colocada sobre el fondo de cinco haces de rayos que emergen de los ángulos obtusos de la estrella. En el medio de la estrella hay un círculo con un diámetro de 19 mm, sobre un fondo mate en el cual hay una imagen de busto de perfil de dos soldados del ejército soviético, vistiendo uno una Budiónovka y el otro un casco. las fechas del aniversario están grabadas en los bordes del círculo: "1918" y "1968". Una corona está representada alrededor de la estrella: la rama izquierda de la corona está hecha de hojas de laurel, la derecha está hecha de hojas de roble.
En el reverso de la medalla, en la parte superior, hay una estrella de cinco puntas, en la parte media de la cual, sobre un fondo mate, hay una imagen de un martillo y un arado. Debajo del asterisco hay una inscripción en relieve en tres filas: «CINCUENTA AÑOS DE LAS FUERZAS ARMADAS DE LA URSS» (en ruso: «ПЯТЬДЕСЯТ ЛЕТ ВООРУЖЕННЫХ СИЛ СССР»)
La medalla está conectada con una orejeta y un anillo a un bloque pentagonal cubierto con una cinta de muaré de seda turquesa de 24 mm de ancho. En el medio de la cinta hay una franja blanca longitudinal de 2 mm de ancho, a derecha e izquierda de la cual hay franjas rojas y blancas. El ancho de la franja roja es de 2 mm, de la blanca - 0,5 mm.